# Estrella Merino Gonzalez
Estrella Merino Gonzalez (Keulen, 19 november 2006) is een voetbalspeelster uit Duitsland. Ze speelt als aanvaller voor Bayer 04 Leverkusen in de Bundesliga.

## Clubcarrière
Estrella Merino Gonzalez kwam uit in de jeugdopleiding van Bayer 04 Leverkusen. Voorafgaande aan het seizoen 2023/24 werd Merino Gonzalez overgeheveld naar het eerste elftal van Bayer 04 Leverkusen. Ze tekende een contract tot 30 juni 2025. Op 17 september 2023 maakte Merino Gonzalez haar debuut in de Bundesliga door in de basis te starten in een uitwedstrijd tegen VfL Wolfsburg. In een uitwedstrijd tegen Eintracht Frankfurt wist Merino Gonzalez haar eerste doelpunt te maken door in de 88ste minuut de eindstand op 2-2 te bepalen.

## Statistieken
| Seizoen | Club                | Competitie | Competitie | Competitie | Beker | Beker | Overig | Overig | Totaal | Totaal |
| Seizoen | Club                | Competitie | Wed.       | Dlp.       | Wed.  | Dlp.  | Wed.   | Dlp.   | Wed.   | Dlp.   |
| ------- | ------------------- | ---------- | ---------- | ---------- | ----- | ----- | ------ | ------ | ------ | ------ |
| 2023/24 | Bayer 04 Leverkusen | Bundesliga | 13         | 1          | 2     | 1     | 0      | 0      | 15     | 2      |
| Totaal  | Totaal              | Totaal     | 13         | 1          | 2     | 1     | 0      | 0      | 15     | 2      |

Bijgewerkt t/m 3 mei 2024.

## Interlandcarrière
Estrella Merino Gonzalez maakte haar debuut voor Duitsland onder 16 op 19 mei 2022 in een vriendschappelijke wedstrijd tegen Zwitserland. Haar eerste interlanddoelpunt maakte Merino Gonzalez in een wedstrijd tegen de leeftijdsgenoten van Nederland. In Nordhorn tekende Merino Gonzales voor de 1-0 in de 33ste minuut. Op 15 juni 2023 speelde Merino Gonzalez haar laatste interland voor Duitsland onder 16 tegen Duitsland.
Merino Gonzalez voegde zich bij Duitsland onder 17. Voor dit jeugdelftal wist Merino Gonzales in 13 interland maar liefst twaalf keer tot scoren te komen, een record. Voor Duitsland onder 17 maakte Merino Gonzalez haar debuut op 6 september 2022 in Hanau, waar Italië met 3-1 werd verslagen.  Een paar dagen later maakte Merino Gonzalez haar eerste twee doelpunten voor Duitsland onder 17.
Duitsland onder 17 wist zich te plaatsen voor het EK 2022 in Estland en Merino Gonzalez werd opgenomen in haar selectie. Ondanks twee doelpunten van Merino Gonzalez wist Duitsland niet door te stoten naar de knock-outfase van het eindtoernooi. Datzelfde jaar werd Merino Gonzalez opnieuw opgeroepen voor het WK 2017 in India waar Merino Gonzalez, maar in een wedstrijd werd ingezet.
Op 26 september 2023 maakte Merino Gonzalez haar debuut voor Duitsland onder 19 in een 3-3 gelijkspel tegen Engeland.
1 Voll ·
2 Ostermeier ·
3 Friedrich ·
4 Bragstad ·
5 Levels ·
6 Piljić ·
7 Kramer ·
8 Bartz ·
9 Kehrer ·
10 Hansen ·
11 Kögel ·
12 Mickenhagen ·
13 Haim ·
14 Bragstad ·
16 Zdebel ·
17 Jorde ·
18 Vilhjálmsdóttir ·
19 Bender ·
20 Gonzalez ·
21 Marin ·
23 Bodoy ·
24 Turányi ·
27 Repohl ·
28 Menglu ·
27 Daedelow ·
34 Moll ·
56 Vidal ·
Coach: Pätzold